# Castello di Vibo Valentia
Das Castello di Vibo Valentia, auch Castello Normanno-Svevo (dt.: Normannisch-schwäbische Burg) genannt, ist eine Burg aus der ersten Hälfte des 13. Jahrhunderts in Vibo Valentia in der italienischen Region Kalabrien. Dort ist heute das Museo archeologico nazionale «Vito Capialbi» untergebracht.
Im Dezember 2014 listete das Kulturministerium die Burg im Polo museale della Calabria, im Dezember 2019 wurde es zur Direzione regionale Musei.

## Geschichte
Die erste Bauphase liegt nicht in der Zeit von Roger dem Normannen, wie es eine populäre Überlieferung will, sondern wie Normanno-Svevo (normannisch-schwäbisch) auch nahelegt, in der Epoche Kaiser Friedrichs II.; sie wurde im 13. Jahrhundert im Auftrag des Hauses Anjou erweitert. Im 16. Jahrhundert wurden kleinere Umbauten vorgenommen, um die Burg zu einer Adelsresidenz zu machen. Als sie Ende des 18. Jahrhunderts durch ein Erdbeben beschädigt wurde, diente sie fortan als Gefängnis. Seit 1969 ist dort das staatliche Archäologische Museum untergebracht, das nach dem Grafen Vito Capialbi benannt wurde, der im 19. Jahrhundert Gelehrter und Archäologe in dieser Gegend war.
Die heutige Ordnung der Sammlungen folgt einer chronologischen und topographischen Reihung und enthält Materialien aus der Stadt und den archäologischen Grabungszonen in der Umgebung, bereichert durch einige Sammlungen aus dem 19. und 20. Jahrhundert, die dem Museum von örtlichen Gelehrten überlassen wurden.

## Beschreibung des Museums
Das Museum ist in vier Hauptabteilungen unterteilt: Fundstücke aus sakralen Gebäuden, aus Nekropolen, aus privaten Sammlungen und Materialien aus altrömischer Zeit.
Die Ausstellung beginnt mit Objekten aus der Frühgeschichte, die aus Grabungsstätten der Gegend stammen, wie einer Hütte aus der Kupfersteinzeit. Es gibt ein Schwert aus dem 13. Jahrhundert v. Chr., das man zufällig in einem Grab aus dem 6. Jahrhundert v. Chr. gefunden hat. Im ersten Obergeschoss sind Fundstücke aus vier Sakralgebieten der Stadt aus der Zeit der Magna Graecia ausgestellt, darunter folgende:
- Aus dem Bezirk Scrimbia kamen Fundstücke, die auf die Zeit zwischen dem 7. und dem Beginn des 5. Jahrhunderts datiert werden können, darunter korinthische Keramiken, solche aus Rhodien und Attika, auch großer Dimensionen, Becken und Helme aus Bronze, Votivstatuen und Goldschmiedearbeiten bemerkenswerter Qualität aus Gold, Silber und anderen Materialien, auch Ohrringe, Ringe, Fibeln und Stifte. Aus derselben Gegend kamen architektonische Fragmente, die auf 550 v. Chr. zu datieren sind und aus einem großen dorischen Tempel stammen, der noch nicht lokalisiert wurde.
- Aus Cofino kamen einige Pinakes aus einer Produktion, die typisch für Locri Epizefiri ist, und zwei detailreiche Tempelmodelle aus Terrakotta.

Im Untergeschoss sind Fundstücke aus Nekropolen ausgestellt, die auf die Zeit zwischen dem Ende des 7. und dem 4. Jahrhundert v. Chr. zu datieren sind; darunter sticht eine Goldfolie mit Inschrift in dorisch-ionischem Dialekt hervor, die den Orphikerkult bezeugt und Ratschläge für Verstorbene in der Unterwelt enthält. Sie wurde in einem Frauengrab gefunden, das auf das 5. oder 4. Jahrhundert v. Chr. datiert werden kann.
Die Fundstücke aus den griechischen Nekropolen im Bezirk Piercastello bezeugen die Anwesenheit der Bruzzen in dieser Gegend. Besonders stechen zwei Krieger aus Keramik heraus, die aus einem Monumentalkammergrab aus dem Ende des 3. Jahrhunderts v. Chr. stammen.
Aus den privaten Sammlungen sind besonders die architektonischen Keramiken erwähnenswert, wie die archaischen Terrakottastücke aus dem Heiligtum von Scrimbia, die Antefices in Form eines Spaliers und einer Mondmaske sowie bemalte Kymatien. Unter den Keramiken finden sich attische Lekythen mit Rotfiguren.
Interessant ist die Münzsammlung Capialbi, die einige sehr seltene Goldmünzen aus Locri Epizefiri enthält.
In der letzten Abteilung, die der altrömischen Zeit gewidmet ist, sind Fundstücke aus Sant'Aloe ausgestellt, wo verschiedene Domus (dt.: Häuser) und ein Thermalbad mit großartigem Mosaik ans Licht gebracht wurden; darüber hinaus kam nicht weit davon in den 1970er-Jahren eine Schatzkammer mit 867 brettischen Silbermünzen ans Licht, die auf das Ende des 3. Jahrhunderts v. Chr. zu datieren sind. Vom selben Ort kamen auch Vasen aus Terra Sigillata und Marmorstatuen, unter denen eine Büste von Agrippa von höchster künstlerischer Qualität heraussticht. Es gibt auch einige Grabbeigaben aus altrömischer Zeit, darunter Lampen mit sehr raffinierten Verzierungen sowie Behälter mit Salben aus sehr wertvollem Glas.
Im Innenhof der Burg ist ein Mosaik aus dem 3. Jahrhundert ausgestellt, das am alten Hafen der Stadt gefunden wurde.

## Quellen

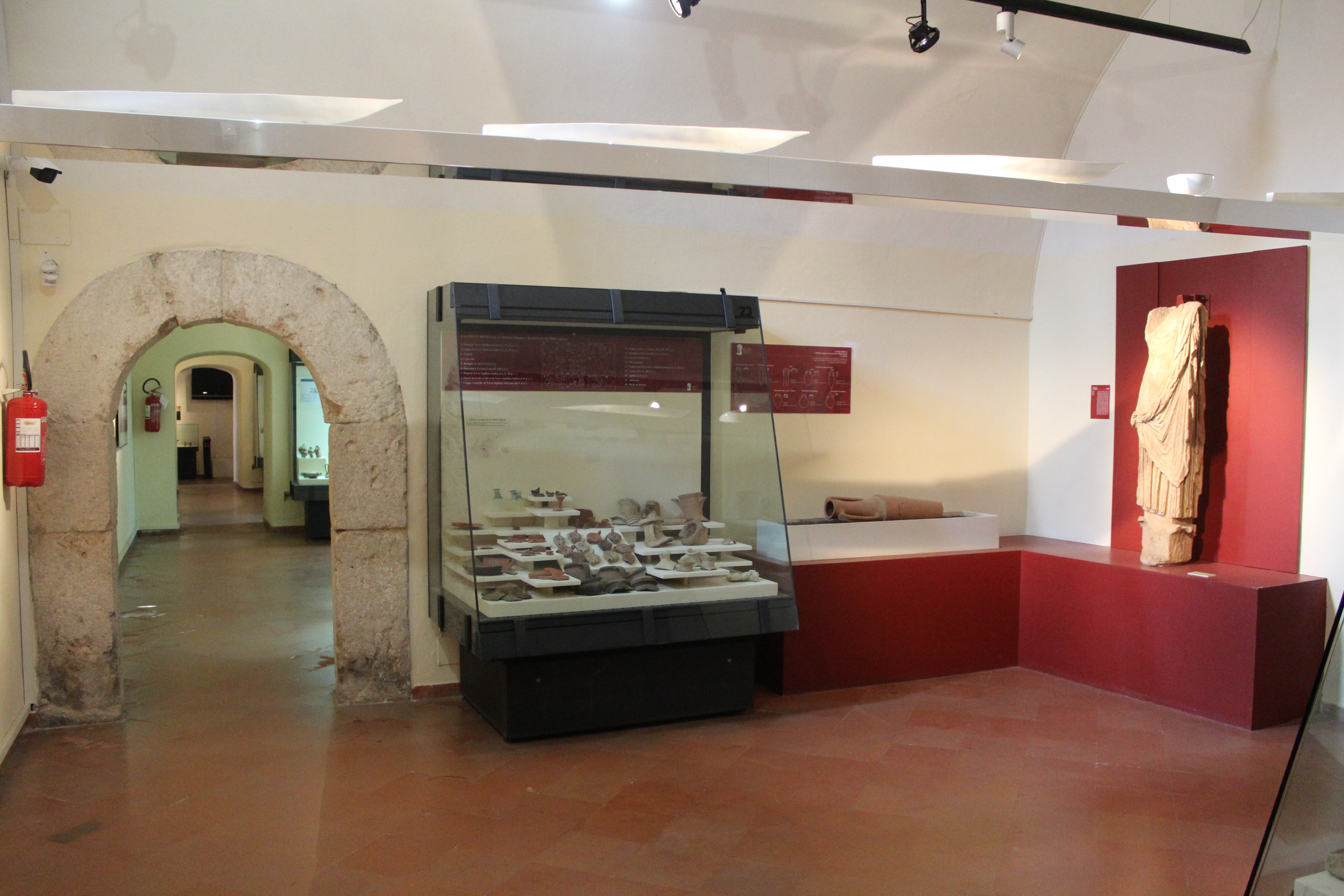
Ein Saal des Museums